# Кернер (виноград)
Кернер (нем. Kerner) — технический (винный) сорт винограда, используемый для производства белых вин (в основном в Германии).

## Происхождение
Сорт был получен Августом Герольдом в 1929 году в Вюртембергском институте селекции и прививки винограда (нем. Württembergischen Anstalt für Rebenzüchtung und Rebenpfropfung) скрещиванием Троллингер × Рислинг. Работа велась на экспериментальной селекционной станции в Лауффен-ам-Неккаре. Основной целью было создание устойчивого к болезням и менее требовательного к природным условиям, раннесозревающего сорта, демонстрирующего аналогичные Рислингу высокие ароматические и вкусовые свойства. 
Кернер зарегистрирован, как селекционное достижение в 1969 году и тогда же был разрешен к культивированию в Германии. Назван в честь немецкого поэта Юстинуса Кернера, который проживал в Вайнсберге и перу которого принадлежат стихи о вине.

## География
Сорт культивируется не только в Германии, но и в Бельгии, Италии, Чехии, Швейцарии.
В Германии сорт в 1995 году вошёл в тройку лидеров белых сортов винограда по объёмам культивации, сразу за Рислингом и Мюллер-Тургау, занимая почти 8000 га (7,5% площадей виноградников Германии), но потом его популярность начала падать, и сейчас он занимает 5674 га. В основном сорт культивируется в Пфальце, Рейнгессене, Мозеле, Вюртемберге.
В Чехии сорт был зарегистрирован в Государственной сортовой книге в 2001 году и тогда же разрешён к культивированию. Площадь виноградников, занятых сортом, в 2019 году занимала почти 65 га, что позволило Кернеру войти в двадцатку самых популярных белых технических сортов винограда в Чехии.
В Италии, в Южном Тироле, сорт культивируется с 1970-х годов, причём в 1993 году получил статус DOC.

## Основные характеристики
Кусты сильнорослые. Вызревание побегов сильное.
Листья мелкие или средние, тёмно-зелёные, трех- или пятилопастные, сильнорассеченные. Листовая пластина шероховатая. Черешковая выемка лировидная.  Осенью листья долго остаются зелеными.
Цветок обоеполый.
Грозди мелкие или средние, конические, рыхлые.
Ягоды средние, округлые, жёлто-зелёные, сочные. Кожица толстая Вкус сортовой, мускатный.
Сорт среднего периода созревания. Созревание урожая наступает в конце сентября - первой половине октября, примерно на 2 недели раньше сорта Рислинг.
Урожайность 100-140 ц/га.
Устойчивость к мильдью, серой гнили, и к оидиуму хорошая.
Морозоустойчивость высокая, выдерживает зимнее понижение температуры до -23°С.

## Применение
Сорт позволяет производить высококачественные белые вина, даже в не очень благоприятные годы. Вина получаются цветом от жёлто-зеленого до соломенно-желтого. Вина обладают приятной  освежающей кислотностью, гармонирующей с остаточным сахаром, ароматным, цветочно-фруктовым характером и слегка горьковатым послевкусием. В аромате и вкусе можно заметить белые фрукты, грейпфрут, мускатный орех, смородину, медовые нотки, масляные тона.
Лишь небольшое количество бутылок имеет потенциал к хранению.